# Triệt Thông Nghĩa Giới
Triệt Thông Nghĩa Giới (zh. 徹通義介, ja. tettsū gikai), 1219-1309, là một vị Thiền sư Nhật Bản, thuộc tông Tào Động (ja. sōtō-shū). Sư là vị trụ trì thứ ba của Vĩnh Bình tự (zh. 永平寺, ja. eihei-ji). Dòng thiền kế thừa Sư là dòng chính của tông Tào Động và được truyền cho đến ngày hôm nay tại Nhật.
Sư sinh tại tỉnh Echizen, xuất gia năm 1231 với Giác Thiền Hoài Giám (zh. 覺禪懷鑑, ja. kakuzen ekan, ?-1251) một vị Thiền sư thuộc tông Nhật Bản Đạt-ma (ja. nihon daruma-shū). Một năm sau, Sư đến núi Tỉ Duệ và chú tâm vào việc nghiên cứu giáo lý của Thiên Thai, Mật và Tịnh độ tông. Cùng với một số vị thuộc tông Nhật Bản Đạt-ma, Sư đến tham vấn Thiền sư Đạo Nguyên Hi Huyền và lưu lại đây tu học. Đạo Nguyên sớm nhận ra tài năng của Sư và trao cho những chức năng quan trọng như Điển toạ (zh. 典座, ja. tenzo), Tri sự (zh. 知事). Trước khi tịch, Đạo Nguyên phó chúc việc quản lý, chăm lo chùa Vĩnh Bình cho Sư và chính sự việc này đã gây ra sự chia rẽ trong tông Tào Động sau thế hệ hứ hai.
Sau khi Đạo Nguyên viên tịch, Sư tu học dưới sự hướng dẫn của Thiền sư Cô Vân Hoài Trang (孤雲懷奘, ja. koun ejō). Theo lời khuyên của Cô Vân, Sư chu du viếng thăm rất nhiều thiền viện tại Nhật để trau dồi kinh nghiệm về kiến trúc để sau này mở rộng thiền viện Vĩnh Bình. Năm 1259, Sư đến Trung Quốc, thu thập rất nhiều tài liệu về kiến trúc của những thiền viện tại đây—đặc biệt là những thiền viện thuộc tông Lâm Tế.
Sau khi trở về Nhật, Sư bắt đầu việc trùng tu Vĩnh Bình tự và đưa vào đây những quy luật mới, những phong cách kiến trúc mới và cũng chính vì những sự việc này mà có những sự tranh chấp tại Vĩnh Bình tự. Nhiều vị tăng cho rằng, những điểm được cải cách này đối nghịch tư tưởng của Đạo Nguyên và các tư liệu về Sư cũng làm sáng tỏ sự việc này. Xuất thân từ Nhật Bản Đạt-ma tông, Sư rất chú trọng đến việc thực hành nghi lễ mang tính chất Mật giáo, một phong cách mà người ta không hề tìm thấy nơi Đạo Nguyên. Thêm nữa, thay vì sống và tu tập hoàn toàn hướng nội, sống cơ hàn xa lìa đô thị như Đạo Nguyên thì Sư lại chú trọng đến phong cách bên ngoài, cách trưng bày xa hoa, những ngôi chùa to lớn, việc thực hành những nghi lễ long trọng. Vì những lý do trên mà Sư rời Vĩnh Bình tự.
Sau, Sư đến trụ trì Đại Thừa tự (大乘寺, ja. daijō-ji), vốn là một ngôi chùa thuộc Chân ngôn tông nhưng được Sư sửa đổi thành một thiền viện. Nơi đây, Sư dốc lòng truyền bá Thiền tông theo quan niệm riêng của mình, thích hợp với thời gian. Cách tu tập tại đây bao gồm thiền theo Thiền tông nhưng cũng không ít nghi lễ của Chân ngôn tông được đưa vào đây. Mầm mống của sự truyền bá rộng rãi của tông Tào Động tại Nhật sau này được đặt ngay tại ngôi chùa này.
Sư tịch năm 1309, thọ 91 tuổi.